# Craterolophidae
Craterolophidae is een familie van neteldieren (Cnidaria) uit de klasse Staurozoa.

## Geslacht
- Craterolophus James-Clark, 1863